# Kadir Topbaş
Kadir Topbaş (Distretto di Yusufeli, 8 gennaio 1945 – Istanbul, 13 febbraio 2021) è stato un politico, architetto e funzionario turco, sindaco di Istanbul per 13 anni, dal 2004 al 2017. Era anche il proprietario della catena di ristoranti di cucina turca Saray Muhallebicisi.

## Biografia
Nato l'8 gennaio 1945 nel villaggio di Altıparmak del distretto di Yusufeli nella provincia di Artvin, Kadir Topbaş si trasferì a Istanbul nel 1946 con la sua famiglia.  Formatosi in teologia nel 1972, si laureò in architettura nel 1974 presso l'Università di Istanbul dove conseguì anche un dottorato in storia dell'architettura.
Dopo essere stato per un periodo predicatore a Edirne, fu insegnante e architetto freelance a Istanbul.
Entrò quindi in politica: tra il 1994 e il 1998 fu consigliere dell'allora sindaco di Istanbul Recep Tayyip Erdoğan per il restauro e la decorazione di palazzi e altri edifici storici.
Fu sindaco di Istanbul dal 2004 al 2017. Nel 2010 succedette a Bertrand Delanoë quale presidente dell'Unione delle città e dei governi locali, conservando l'incarico fino al 2015.
Dopo essere stato ricoverato nel dicembre 2020, Topbaş morì il 13  febbraio 2021, per complicazioni da COVID-19.